# Lucia Krč-Turbová
Lucia Krč-Turbová (Trenčín, 1º giugno 1989) è un'ex cestista slovacca.

## Carriera
Con la Slovacchia ha disputato due edizioni dei Campionati europei (2013, 2015).